# Zeste (chaîne de télévision)
Zeste est une chaîne de télévision gastronomique québécoise fondée par le Groupe Serdy, lancée le 22 mars 2010. Il s'agit de la première chaîne de télévision à se spécialiser dans la gastronomie au Québec.
Le nom de la chaîne a été choisi, car le « zeste, c’est la touche qui fait la différence dans une recette ». Depuis le 14 janvier 2019, Groupe TVA est propriétaire de la chaîne spécialisée. Stéphanie Cloutier-Breault en est la directrice.

## Historique
Le 15 août 2008, le Groupe Serdy obtient l'approbation du Conseil de la radiodiffusion et des télécommunications canadiennes (CRTC) pour exploiter « Cuisine », une chaîne de télévision numérique spécialisée de catégorie 2 sur la gastronomie. Le 19 janvier 2010, le Groupe Serdy annonce qu'il est prêt à lancer le canal en mars et le 24 février, Serdy dévoile l'identité de la chaîne, dont son nouveau nom (Zeste), et sa programmation.
Selon la direction du Groupe Serdy, une forte demande non comblée justifie l'apparition de Zeste dans le monde télévisuel québécois.

« Les Québécois ont tous un petit côté latin : on aime la bonne bouffe et ça paraît. Les revues les plus lues sont celles qui parlent de cuisine. »

— Catherine Dupont, directrice générale, division média du Groupe Serdy.

## Programmation
La chaîne présente quatre émissions originales sur 26 émissions au total, représentant ainsi 12 % de la programmation du canal. Neuf des seize émissions anglophones ont été doublées en français au Québec. Les émissions présentées sur la chaîne sont toutes originaires du Québec, du Canada, de la France, des États-Unis, de l'Australie ou du Royaume-Uni.
- 1 ingrédient, 3 façons (Québec)
- À table autrefois (Royaume-Uni)
- Allo Sophie! (France)
- Anna et Kristina : recettes à l'essai (Canada)
- Anthony Bourdain : sans réservation (États-Unis)
- Aujourd'hui, je cuisine ! (France)
- Bizarre appétit (États-Unis)
- Bouffe Poker (Royaume-Uni)
- Casse-croûte à l’américaine (États-Unis)
- Combat de chefs (États-Unis)
- Côté cuisine avec Julie (France)
- Curtis dans ma cuisine (États-Unis)
- Échappée gourmande en Espagne (États-Unis)
- Familles XXL (Canada)
- Hell's Kitchen (en) (Royaume-Uni)
- Heston : en quête de perfection (Royaume-Uni)
- Heston : grand chef pour Little Chef (Royaume-Uni)
- Jehane et Moi (Québec)
- L'Effet Vézina (Québec)
- La Cuccina di Sabrina (Québec)
- Le Boss de la Cuisine (États-Unis)
- Le Boss des Gâteaux (États-Unis)
- Le Cuisinier rebelle (Québec)
- Le maître du grill (Québec)
- Les festins d'Heston (Royaume-Uni)
- Les desserts de Benoît (France)
- Les motards gourmands (Royaume-Uni)
- Les tartines de Gontran (France)
- Marie-Fleur et ses Tapas (Québec)
- MasterChef Junior (en) (Royaume-Uni)
- Mon chef bien aimé (France)
- Nigella (Royaume-Uni)
- Objectif restauration (Canada)
- Ramsay's Kitchen Nightmares (Royaume-Uni)
- Resto sous surveillance (États-Unis)
- Surf et toques (Australie)
- Tobie et Matt (Australie)
- Vincent d'antan (Québec)
- Week-end de gars (Australie)